# Pietro de' Medici
Pietro de' Medici (3. června 1554, Florencie – 25. dubna 1604, Madrid) byl toskánský princ.

## Život
Narodil se 3. června 1554 ve Florencii jako syn florentského vévody Cosima I. a vévodkyně Eleonory z Toleda. Pojmenován byl po svém dědečkovi z matčiny strany markýzy Pedru Álvarez de Toledo y Zúñiga.
Stal se velvyslancem. Roku 1571 byl poslán do Říma a roku 1575 do Benátek. V devatenácti byl již generálem toskánských galér a o rok později byl poslán jako velvyslanec do Rakouska.
Roku 1571 se oženil se svou sestřenicí Leonorou Álvarez de Toledo, s dcerou knížete a vévody Garcíi de Toledo. Jako manžel byl násilný, zlomyslný a panovačný. Svou ženu často zanedbával kvůli prostitutkám. Jeho manželka si našla milence jménem Bernardo Antinori. Když se o tom dozvěděl Pietro, sám ji uškrtil.
Poté byl svým bratrem poslán do Španělska. Zde zůstal nejpozději do roku 1578.
Roku 1579 se stal generálem italské pěchoty ve Španělsku. Následně velel stejně pěchotě v Portugalsku. Do roku 1582 pobýval v Portugalsku, poté se vrátil do Španělska.
Roku 1584 odešel do Itálie, kde požádal svého bratra Františka I., aby zaplatil jeho dluhy. Od roku 1586 byl velvyslancem v Madridu. Tuto funkci vykonával až do roku 1589. Ve Španělsku pokračoval v hromadění dluhů hraním hazardních her, sázením a životem v luxusu.
Roku 1593 se oženil s Beatriz de Menezes, dcerou vévody Manuela de Noronha y Menezes. Během manželství navštěvoval svou oblíbenou kurtizánu Antonii Caravajal, se kterou měl pět nemanželských dětí (Cosimo, Catalina, Juana, Pietro a Leonora). Dalšího syna Cosima měl s Marií della Ribera.
Zemřel 25. dubna 1604. Jeho nemanželské děti byly vychovány příbuznými ve Florencii, ale byly zbaveny všech práv na následnictví. Pohřben byl v klášteře Nejsvětější Trojice v Madridu, později byly jeho ostatky převezeny do Florencie velkovévodou Cosimem II.